# آتیلا والتر
آتیلا والتر (انگلیسی: Attila Valter؛ زادهٔ ۱۲ ژوئن ۱۹۹۸) دوچرخه‌سوار اهل مجارستان است.
از باشگاه‌هایی که در آن بازی کرده‌است می‌توان به سی‌سی‌سی–اسپراندی–پولکوویتسه، تیم بی‌ام‌سی، تیم دوچرخه‌سواری اف‌دی‌جی، و تیم مردان یومبو–فیسما اشاره کرد.